# Dylan McKay
Dylan McKay is een personage uit de televisieserie Beverly Hills, 90210, gespeeld door acteur Luke Perry. Het was de bedoeling dat het personage enkel een gastrol zou hebben, maar producent Aaron Spelling vond Dylan een aanwinst voor de serie en wist Fox te overtuigen om er een vaste rol van te maken.
Het personage was geliefd onder het publiek. Dylan werd regelmatig aangeduid als een neo-James Dean door zijn rebelse karakter. Perry speelde de rol van 1990 tot en met 1995 en 1998 tot en met 2000 en werd dankzij deze rol een tieneridool. Hij verliet de serie in 1995 om zich bezig te gaan houden met andere werkzaamheden, maar het gebrek aan succes zorgde er voor dat hij in 1998 weer terugkeerde in de rol van Dylan.
Op het moment dat Dylan voor het eerst verscheen in de serie, was acteur Perry 24 jaar oud. Dylan was echter pas 16.

## Beschrijving
Dylan is een stoere jongen die moeite heeft met autoriteit. Hij overschrijdt dikwijls sociale en maatschappelijke grenzen. Ondanks zijn stoere imago durft hij wel degelijk zijn emoties te tonen.
Hij kan makkelijk aan relaties komen, maar die relaties blijven oppervlakkig. De eerste relatie die hem daadwerkelijk als mens verandert, is die met Brenda Walsh. Monogamie is hem vreemd, met uitzondering van de korte relatie met Antonia.
Omdat Dylan uit een zeer rijk gezin komt, hoeft hij zich geen zorgen te maken over geld. Hij probeert uiteindelijk wel om op California University te komen, maar hij ziet een baan niet als een noodzaak. Zijn zakelijke ondernemingen zijn dan ook niet zo zeer gericht op geld verdienen als wel op vriendendiensten en filantropie. Zo redt hij de Peach Pit, een diner waar de vriendengroep vaak komt.

### Levensloop
Dylan is een kind van gescheiden ouders en woont op zichzelf in het Beverly Royale Hotel. Zijn vader is zakenman en vooral afwezig. Dylan staat bekend als een bad boy, verliest zich vaak in alcohol en drugs en bekommert zich niet om schoolprestaties. Hij is geïnteresseerd in motorrijden, surfen, zijn Porsche en klassieke films; tevens houdt hij zich bezig met poëzie. Op school raakt hij bevriend met Brandon Walsh, die aan het begin van de serie net met zijn zus Brenda vanuit Minnesota naar Californië is verhuisd.
Dylan krijgt een relatie met Brenda. Als zij een tijdje in Parijs verblijft, gaat hij echter vreemd met Kelly.
In het zesde seizoen gaat Dylan op zoek naar aan gangster die de moordenaar van zijn vader zou zijn. Dylan gaat daarom een relatie aan met Antonia Marchette, de dochter van de gangster. Hij wordt echter verliefd op haar en het stel trouwt. Toni's vader is hier op tegen en wil Dylan ombrengen, maar per ongeluk komt daarbij zijn dochter Toni om het leven. Dylan besluit hierna te vertrekken en het personage verlaat tevens de serie.
In het negende seizoen keert Dylan weer terug. Hij glijdt steeds verder af en wordt zelfs vrienden met zijn drugsdealer.
In de periode tussen het einde van de televisieserie en het begin van de spin-off 90210 blijken Kelly en Dylan een zoontje te hebben gekregen: Sammy.